# 芷叶棱子芹
芷叶棱子芹（学名：Pleurospermum heracleifolium）为伞形科棱子芹属的植物，为中国的特有植物。分布在中国大陆的云南等地，生长于海拔3,600米至3,900米的地区，多生长于山坡草地上，目前尚未由人工引种栽培。